# Eurysthea subandina
Eurysthea subandina är en skalbaggsart som först beskrevs av Fonseca-gessner 1990.  Eurysthea subandina ingår i släktet Eurysthea och familjen långhorningar. Inga underarter finns listade i Catalogue of Life.